# Billy McClure
Billy McClure est un footballeur néo-zélandais, né le 4 janvier 1958 à Liverpool au Royaume-Uni. Il évolue au poste de milieu de terrain de la fin des années 1970 à la fin des années 1980.
Formé au Liverpool FC, il joue notamment au Mount Wellington AFC avec qui il remporte trois fois le championnat de Nouvelle-Zélande et deux fois la Coupe de Nouvelle-Zélande et, au Papatoetoe AFC.
Il compte 30 sélections pour cinq buts marqués en équipe de Nouvelle-Zélande et dispute la Coupe du monde 1982 avec la sélection néo-zélandaise.

## Biographie
Billy McClure commence le football au sein du Liverpool FC et évolue avec la réserve jusqu'en 1977,. Il rejoint ensuite le club iranien de Persépolis FC et devient le premier joueur étranger à évoluer dans ce championnat. Il dispute deux rencontres pour un but marqué mais ne parvient pas à s'adapter au pays et retourne alors en Angleterre.
Il rejoint la Nouvelle-Zélande en 1979 et s'engage avec Mount Wellington AFC. Il dispute lors de cette saison 22 rencontres pour neuf buts inscrits et remporte avec ses coéquipiers le championnat. La saison suivante, l'équipe réussit le doublé championnat-Coupe. Naturalisé en 1981, il est appelé en équipe nationale et connaît sa première sélection, le 1er septembre 1981 face à l'Inde. Les deux équipes se séparent sur un match nul zéro partout. Deux mois plus tard, il inscrit le penalty qui permet à la Nouvelle-Zélande d'obtenir un match nul deux buts partout face à l'Arabie saoudite.
Sélectionné pour la Coupe du monde 1982,, il ne dispute aucune rencontre. De retour en club, il remporte de nouveau le championnat en 1982.
En 1983, il rejoint Papatoetoe AFC où il évolue pendant quatre ans. Il connaît, le 19 septembre 1986, sa dernière sélection face aux Fidji, une victoire deux buts à un. Il revient en 1988 à Mount Wellington AFC où il joue jusqu'à ses 40 ans.

## Palmarès
- Champion de Nouvelle-Zélande en 1979, 1980 et 1982 avec Mount Wellington AFC.
- Vice-champion de Nouvelle-Zélande en 1984 avec Papatoetoe AFC.
- Vainqueur de la Coupe de Nouvelle-Zélande en 1980 et 1982 avec Mount Wellington AFC.
- Finaliste de la Coupe de Nouvelle-Zélande en 1981 avec Mount Wellington AFC.
- 30 sélections pour cinq buts marqués en équipe de Nouvelle-Zélande.